# 키쿠치 마사미
키쿠치 마사미(일본어: 菊池 正美 きくち まさみ[*], 1960년 4월 24일 ~ )는 일본의 남성 성우이다. 나가노현 지노시 출신. 데뷔작은 성전사 단바인의 남자A 역. 켄유 오피스 소속.